# Graptophyllum ilicifolium
Graptophyllum ilicifolium är en akantusväxtart som beskrevs av Ferdinand von Mueller och George Bentham. Graptophyllum ilicifolium ingår i släktet Graptophyllum och familjen akantusväxter. Inga underarter finns listade i Catalogue of Life.

## Bildgalleri

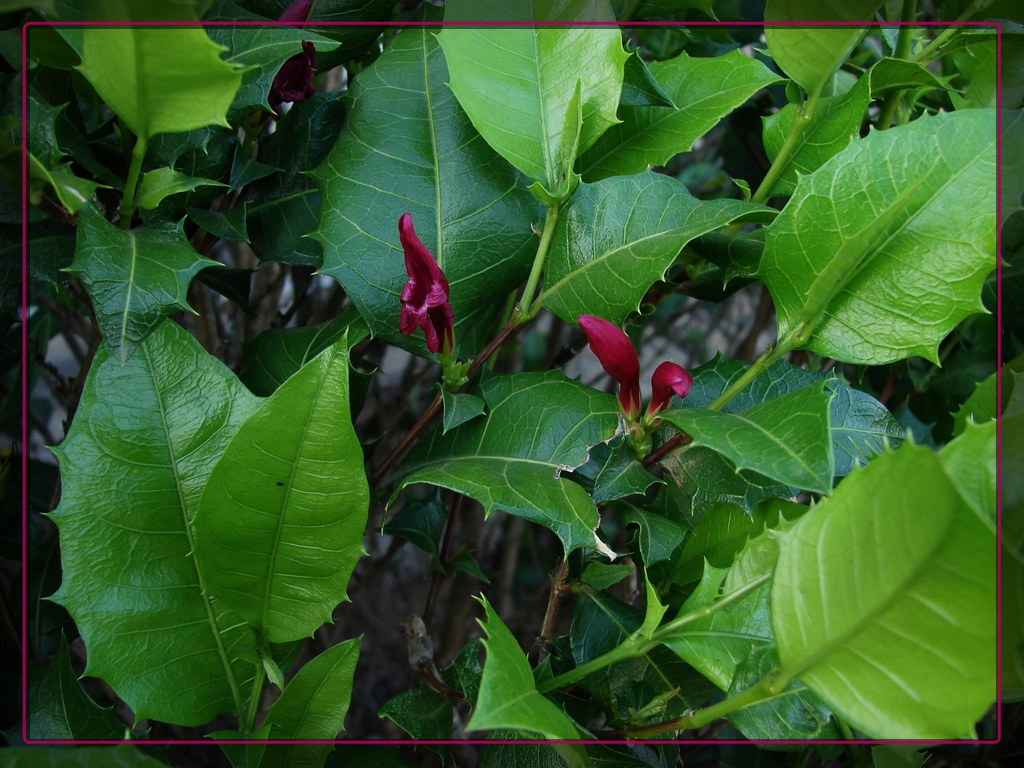
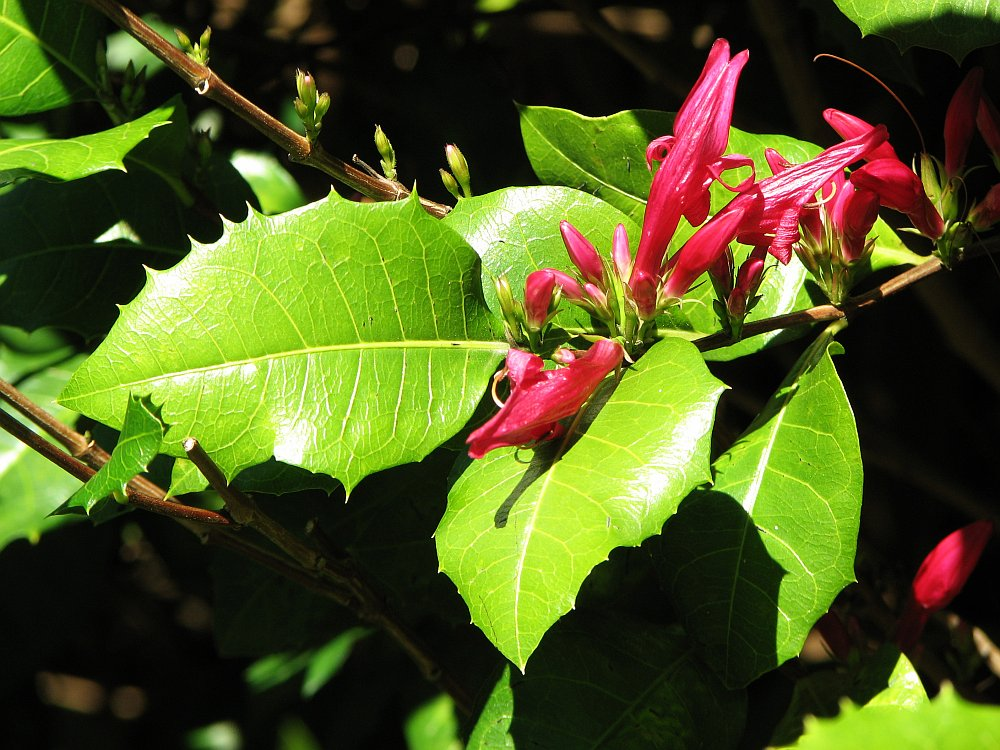